# Sierra Vicuña Mackenna
La sierra Vicuña Mackenna es el tramo más alto de la cordillera de la Costa, en Chile, y donde se encuentra su mayor altura, el cerro Vicuña Mackenna con 3.114 m s. n. m.
Se extiende en el suroeste de la región de Antofagasta, entre las ciudades de Antofagasta y Taltal. Debido a lo compacta que se presenta y a sus grandes alturas, que sobrepasan los 3.000 m s. n. m., realiza la función de biombo climático al impedir la llegada de la humedad costera al interior del territorio, dando lugar a los sectores más secos del desierto de Atacama. Además, su contacto directo con el mar no ha permitido la formación de planicies litorales.
Sus máximas alturas son: 
- El cerro Vicuña Mackenna con 3.114 m s. n. m.
- El cerro Armazones, con 3.064 m s. n. m. (donde se encontrará ubicado el telescopio E-ELT).
- El cerro Yumbes, con 2.392 m s. n. m.